# Anatole-Amédée-Prosper Courbet
Anatole-Amédée-Prosper Courbet, francoski admiral, * 26. junij 1827, † 11. junij 1885.